# The Trigger
The Trigger је српски хард рок/хеви метал бенд из Београда, основан 2005. године.

## Историјат бенда
Бенд је формиран 2005. године, а током исте године чланови бенда почели су да раде на текстовима за свој деби албум, док су снимање започели 2006. године. Састав бенда се неколико пута мењао током рада на албуму, али је постала стабилна почетком 2007. године. У раду на првом албуму учествовали су женски вокал Милена Бранковић, гитариста Душан Свилокос Ђурић, бас гитариста Петар Пера Поповић, клавијатуриста Марко Антонић и бубњар Зоран Јовић Ђаво.
Деби албум под називом Љубав објављен је у децембру 2007. године за ПГП РТС. Албум је замишљен као концептни, са текстовима који се односе на тамне стране љубави, а добио је претежно позитивне критике.
Снимљен је промотивни спот за песму са албума Један дан и освојио је прво место на ТВ Панонији, ТВ Метрополису Топ 10 и Радију 202. Током исте године, бенд је започео концертну промоцију албума почевши од наступа на Београдском фестивалу пива. Године 2008. бенд је добио награду Откриће године од стране ТВ Метрополис, а на листи Радија 202 у емисији Хот 202, The Trigger је изабран за Најбољи млади бенд 2008. године.
Године 2009. бенд је објавио мини уживо албум под називом Метрополис уживо који се састојао од пет песама са албума Љубав, снимљене 2008. године уживо на перформансу на ТВ Метрополис. Албум је доступан за бесплатно скидање на званичној страници бенда. Године 2009. бенд је снимио и видео за песму Више неће бити нас и освојио Метал албум награду на церемонији доделе награда Сарајево Индекси. Бенд се такође појавио на New York City Hard Rock Radio уживо компилацији.
Године 2010. Душан Свилокос и Милена Бранковић појавили су се под именом Диспарадор као гости на албуму Време бруталних добронамерника, који су снимили песме Милана Б. Поповића. Диспарадор је учествовао на компилацији са песмом Покров изнад мене.
Године 2011. бенд је најавио нови студијски албум ЕКС, на којем су се нашле обраде песама бивших југословенских бендова новог таласа. Бенд је промовисао предстојећи албум концертом у београдском клубу Дангуба, на којем је наступао као гост хеви метал групе Forever Storm из Крагујевца. Први део албума садржи песме бенда Пилоти, Не веруј у идол, песму Курвини синови састава Азра и песму Ена групе Хаустор. Од маја 2011. године доступан је за бесплатно преузимање на званичном сајту бенда. Други део албума садржи песме Бејби, бејби ВИС Симбола, Тренутни лек и обраду песме Огледало, а објављен је за преузимање у мају 2012. године. Трећи и последњи део албума објављен је у новембру 2012. године.
У јулу 2013. године бенд је издао сингл Не храни људождере, а гост на њему био је вокалиста Дарко Живковић.

## Дискографија

### Студијски албуми
- Љубав (2007)
- Екс (2012)
- Време чуда (2015)

### Уживо албуми
- Метрополис уживо (2009)